# Щириця синювата
Щириця синювата, звичайна, лободова, блакитна, лівійська (Amaranthus blitum L.) — вид квіткових рослин родини амарантові (Amaranthaceae).

## Опис
Однорічна трав'яниста рослина 20–60(-100) см заввишки. Рослина, має голе, гіллясте, м'ясисте, червонуватого кольору яскраве стебло. Листя просте, темно-зелене, яйцеподібне, розміщене спірально, довжиною від 1 до 10 см і шириною від 0.5 до 6 см, краї дрібно зазубрені. Однодомна. Квітне з липня до осені; має зеленуваті, одностатеві квіти. Оцвітина складається з трьох вузьких пелюсток. Суцвіття юрмляться в пазухах листків. Плоди розміром 1–2 мм від округлих до еліптичних, з одним насінням. Насіння темне, заповнює основну частину плоду. Число хромосом 2n = 34.

## Середовище проживання
Батьківщина: Африка: Кенія; Танзанія; Уганда; Алжир; Єгипет; Лівія; Марокко; Туніс; Малаві. Азія: Китай; Японія; Тайвань; Туркменістан; Іран; Туреччина; Індія; Непал; Пакистан; Шрі Ланка; Лаос; В'єтнам; Індонезія. Європа: Австрія; Угорщина; Албанія; Болгарія; Хорватія; Греція; Італія; Македонія; Сербія; Словенія; Франція; Португалія; Гібралтар; Іспанія. Широко натуралізований вид і має космополітичне поширення у тропічних і помірних зонах світу (у тому числі в Україні). Також культивується. Займає сухі, помірно родючі ґрунти в садах, на полях, між бруківкою.

## Використання
Насіння, як і деяких інших видів роду Amaranthus, використовується як зернові культури. Листя використовується свіже або сушене, як овоч.

## Галерея

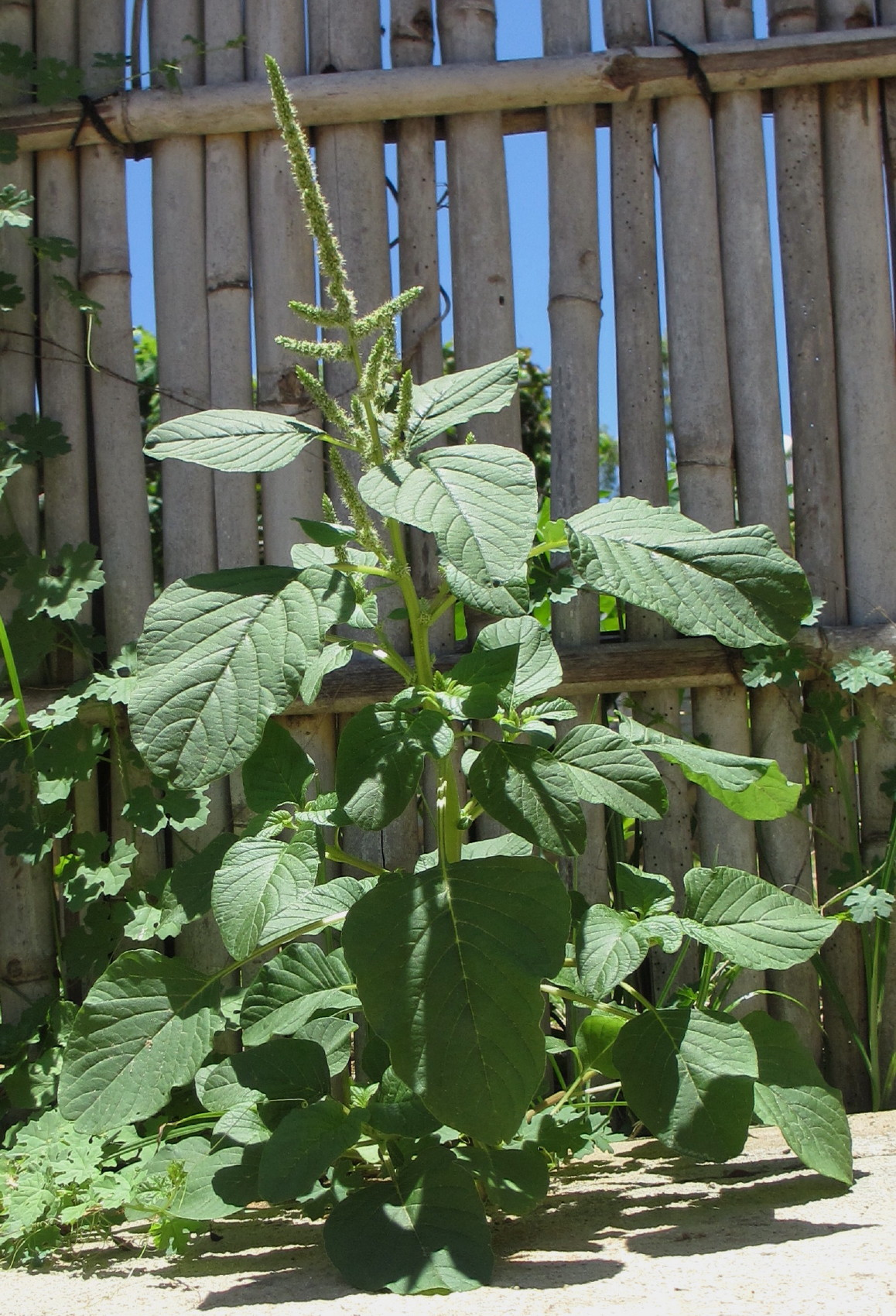
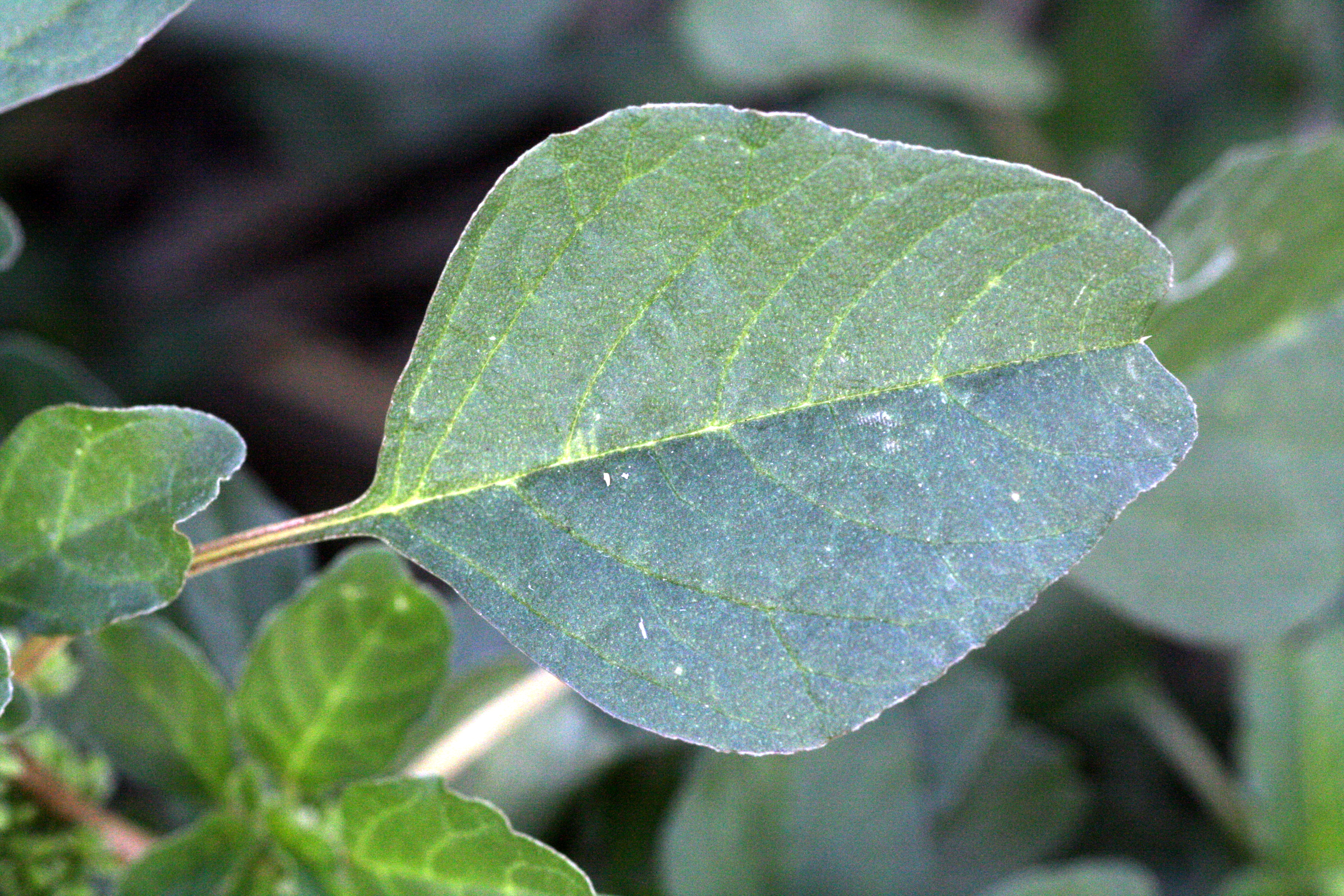
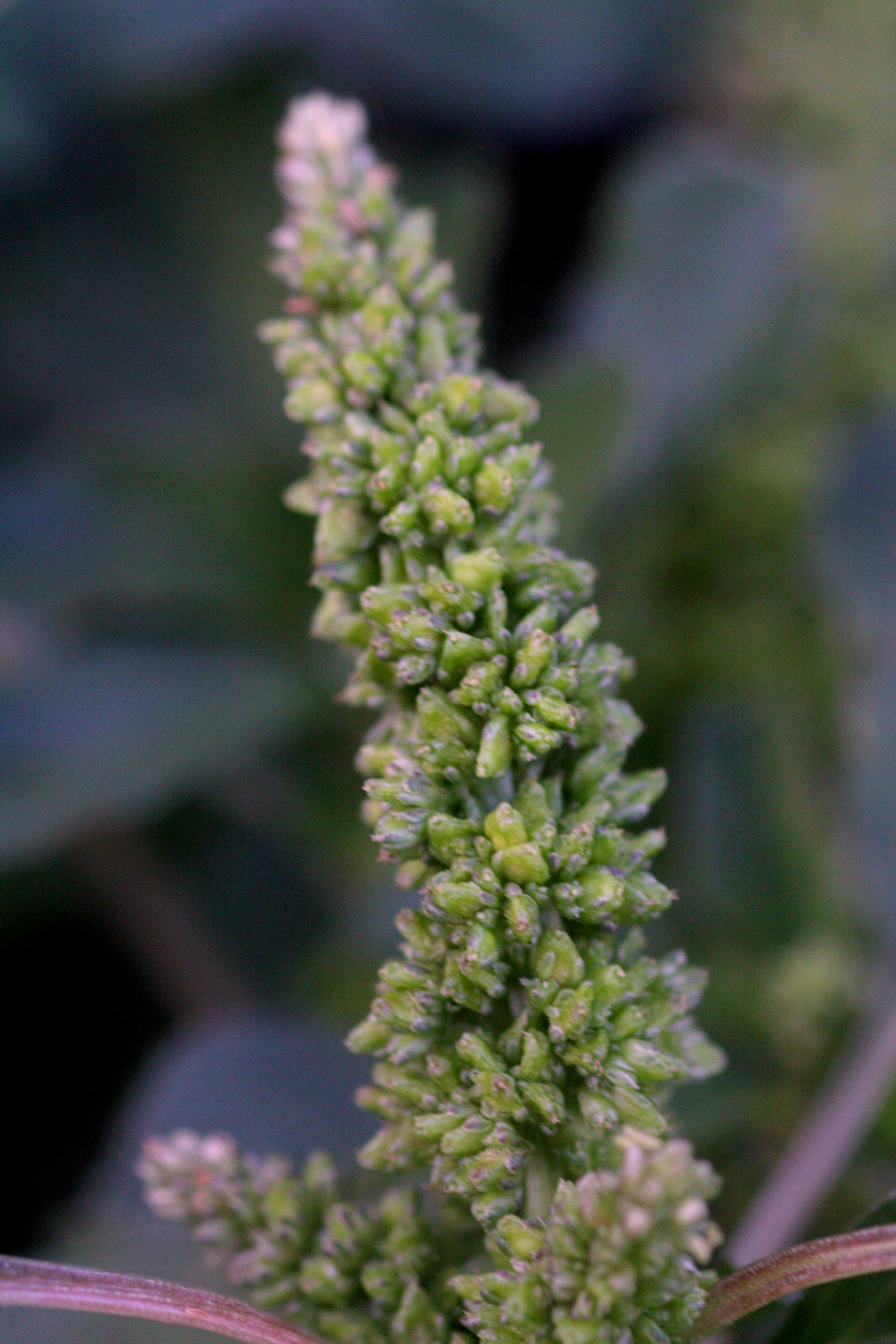
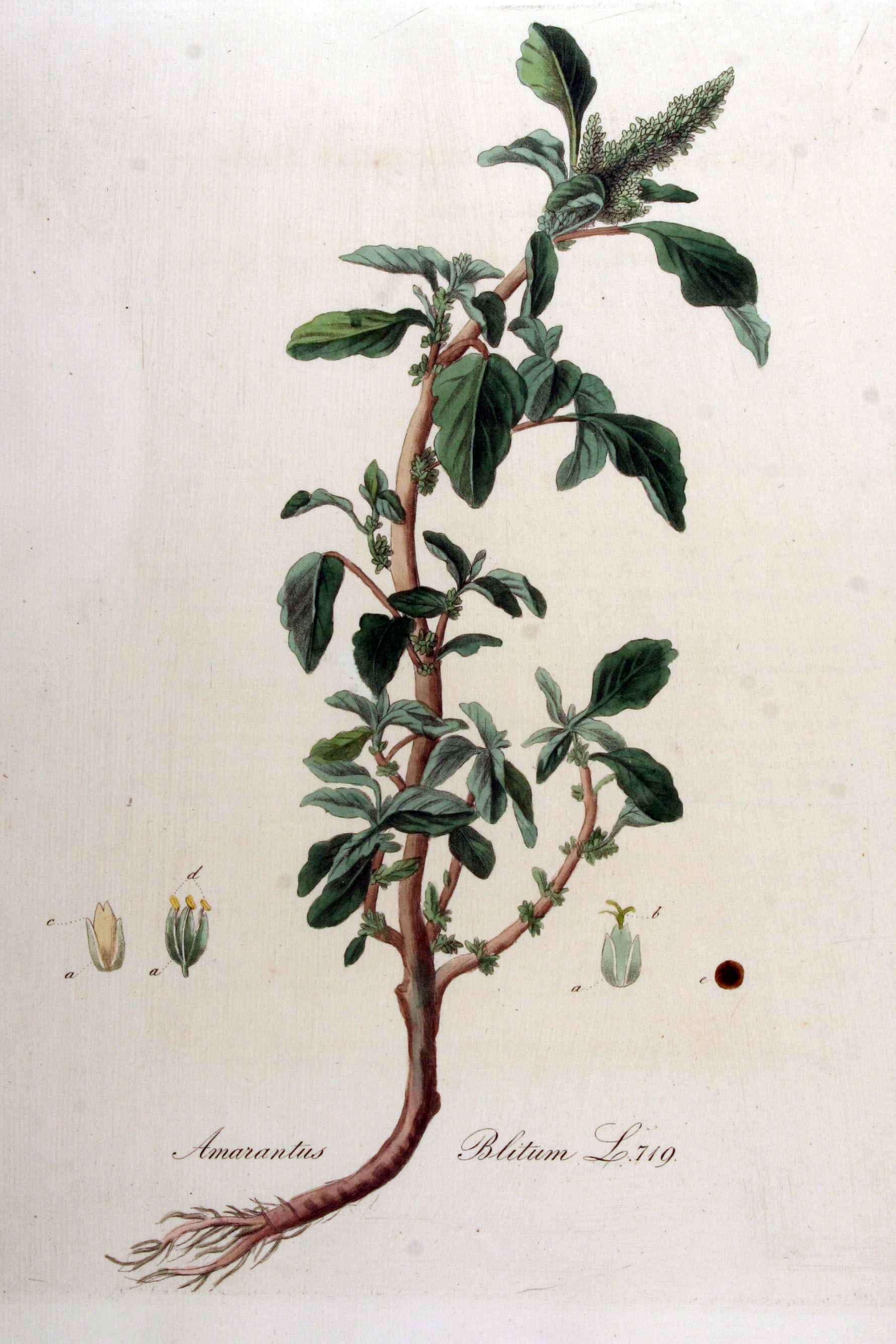